# بيتر إيتكن
بيتر إيتكن (بالإنجليزية: Peter Aitken)‏ هو لاعب كرة قدم بريطاني، ولد في 30 يونيو 1954 في بنارث ‏ في المملكة المتحدة. لعب مع فوريست غرين ونادي بريستول روفيرز ونادي بريستول سيتي ونادي بورنموث ونادي غلوستر سيتي ونادي يورك سيتي.